# Daniel Olmos
Daniel Olmos (* 1938) ist ein argentinischer Diplomat im Ruhestand.
1992 heiratete er Carina Escasamy.
Er ist der Neffe des Kanzlers des ehemaligen radikalen Präsidenten Arturo Illia, Miguel Angel Zavala Ortiz (12. Oktober 1963 – 28. Juni 1966). Ein maßgeblicher außenpolitischer Stichwortgeber im Universum der Unión Cívica Radical.

## Werdegang
Daniel Olmos studierte Rechtswissenschaft an der Universidad Nacional de La Plata und übte den Beruf des Rechtsanwaltes aus.
1963 trat er in das Instituto del Servicio Exterior de la Nación ein.
Von 1976 bis 1978 war der Gesandtschaftsrat in Caracas und von 1978 bis 1982 in Montevideo.
Von 1983 bis 1984  hatte Exequatur als Generalkonsul in New Orleans.
Von 1984 bis 1989 war er Botschafter in Bogotá Kolumbien während der Regierung von Raúl Alfonsín.
Von 1991 bis 1993 leitete er das  Instituto del Servicio Exterior de la Nación (ISEN), in dem  Diplomaten ausgebildet werden.
Von 1993 bis 1997 war er Botschafter in Lissabon (Portugal) unter Carlos Menem.
Der frühere Außenminister von Menem, Guido Di Tella, entsandte ihn als Beobachter der Wahlen in El Salvador, Guatemala, Honduras und Costa Rica.
Von 2000 bis 29. Januar 2002 war er Botschafter in Santiago de Chile.
| Vorgänger | Amt                                                                      | Nachfolger |
| --- | ------------------------------------------------------------------------ | --- |
| Alberto Rodríguez Galán | Argentinischer Botschafter in Bogotá 1984 bis 1989                       | Hernán Massini Ezcurra Lamas |
| 1905–1907: Mariano Demaría 1919–1927: José María Cantilo 1927: Roberto Levillier 1928–1931 : Hilarión Domingo Moreno Montes de Oca 1931: Eduardo Labougle Carranza 1976–1983: Américo Ghioldi 1983: Carlos Enrique Gómez Centurión 1990–1992: Hipólito Jesús Paz 1992–1993: Juan Bautista Yofre | Argentinischer Botschafter in Lissabon 1993 bis 1997                     | 1997–1999: Jorge Asís 2002–2003: Jorge Faurie 2013–2015: Jorge Argüello Marcelo Fabián Lucco 23. Februar 2016 – 10. Dezember 2019: Oscar Moscariello |
| Alejandro Mosquera | Argentinischer Botschafter in Santiago de Chile 2000 bis 29. Januar 2002 | Carlos Leonardo De La Rosa |